# 1670 en musique classique
| \| • Retour à la chronologie générale de la musique classique • \| |
| Grèce • Rome • Haut Moyen Âge • VIIIe siècle • IXe siècle • Xe siècle • XIe siècle XIIe siècle • XIIIe siècle • XIVe siècle • XVe siècle • XVIe siècle • XVIIe siècle XVIIIe siècle • XIXe siècle • XXe siècle • XXIe siècle |
| • Retour à la chronologie générale de la musique classique • |

| Années en musique classique : 1667 - 1668 - 1669 - 1670 - 1671 - 1672 - 1673    |
| Décennies en musique classique : 1640 - 1650 - 1660 - 1670 - 1680 - 1690 - 1700 |

## Événements
- Février : Les Amants magnifiques, comédie-ballet de Molière et Jean-Baptiste Lully.
- Le Bourgeois gentilhomme, comédie-ballet de Molière et Lully.
- Édition des deux livres de pièces de clavecin de Chambonnières.

## Naissances

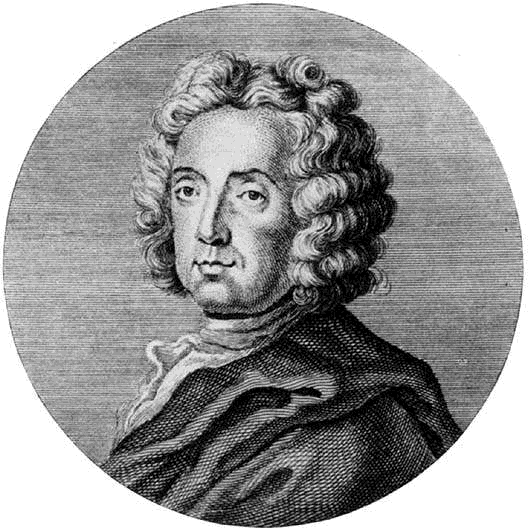
Giovanni Bononcini

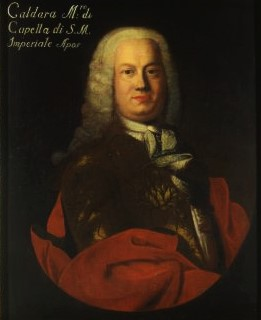
Antonio Caldara

- 18 juillet : Giovanni Bononcini, compositeur italien († 9 juillet 1747).
- 9 septembre : Andreas Armsdorff, organiste et compositeur allemand († 31 décembre 1699).

Date indéterminée :
- Pietro Paolo Bencini, compositeur italien († 6 juillet 1755).
- Arnold Brunckhorst, organiste et compositeur allemand († 1725).
- Mademoiselle de Maupin, actrice et cantatrice française († 1707).
- Giuseppe Avitrano, compositeur et violoniste italien († 19 mars 1756).
- Bartolomeo Bernardi, compositeur et violoniste italien († mai 1732).
- Antonio Caldara, compositeur italien († 28 décembre 1736).

## Décès
- 23 avril : Loreto Vittori, castrat italien (° 1600).

Date indéterminée :
- Cornelis Thymanszoon Padbrué, compositeur néerlandais (° vers 1592).
- Philippe van Steelant, compositeur et organiste (° 1611).
- Leonora Baroni, cantatrice italienne (° 1611).
- François Dufault, luthiste et compositeur français (° avant 1604).